# Кулата
Кулата или Кула је насељено место у општини Петрич у области Благоевград, Бугарска. Према попису из 2021. године било је 694 становника.
Према бугарском географу и историчару, Василу Канчову, у Кулати је 1900. године живело 110 Словена хришћана.